# Mechnikov Peak
Der Mechnikov Peak (russisch Гора Мечникова Gora Metschnikowa) ist ein 2365 m hoher und markanter Berg im ostantarktischen Königin-Maud-Land. Im Alexander-von-Humboldt-Gebirge des Wohlthatmassivs ragt er an der Basis eines Gebirgskamms auf, der die Täler In der Schüssel und Grautskåla voneinander trennt.
Entdeckt und aus der Luft fotografiert wurde er bei der Deutschen Antarktischen Expedition 1938/39 unter der Leitung des Polarforschers Alfred Ritscher. Norwegische Kartographen kartierten ihn anhand von Vermessungen und Luftaufnahmen der Dritten Norwegischen Antarktisexpedition (1956–1960). Teilnehmer einer sowjetischen Antarktisexpedition (1960–1961) nahmen eine neuerliche Kartierung vor. Letztere benannten den Berg nach dem russischen Geographen Lew Iljitsch Metschnikow (1838–1888). Das Advisory Committee on Antarctic Names übertrug die russische Benennung im Jahr 1970 ins Englische.